# Erwin Frühbauer
Erwin Frühbauer (* 11. April 1926 in Knittelfeld; † 10. August 2010 in Villach) war ein österreichischer Politiker (SPÖ) und von 1970 bis 1973 Verkehrsminister.

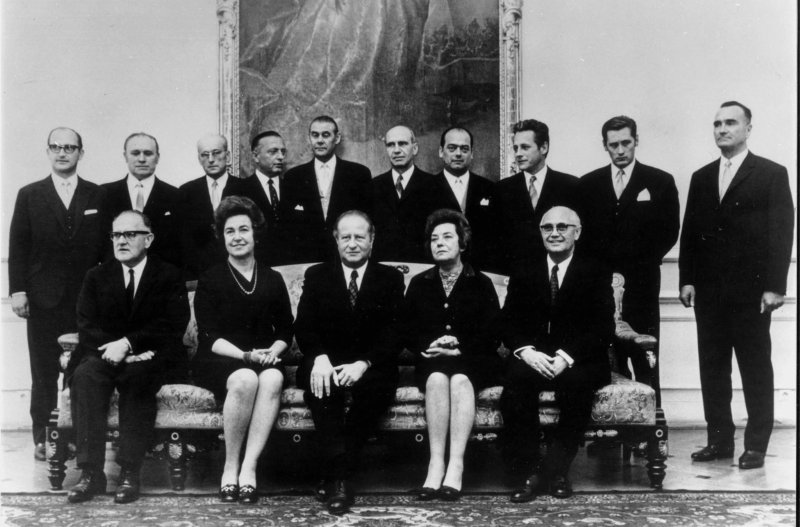
Erwin Frühbauer (stehend, vierter von rechts) im Kabinett Kreisky I (1970)

## Leben und Wirken
Erwin Frühbauer erlernte den Beruf des Maschinenschlossers, er beantragte am 22. Juni 1944 die Aufnahme in die NSDAP und wurde rückwirkend zum 20. April desselben Jahres aufgenommen (Mitgliedsnummer 10.035.793). Nach dem Zweiten Weltkrieg wurde er bei den Österreichischen Bundesbahnen in deren Hauptwerkstätte in Knittelfeld angestellt und wurde 1955 Werkmeister.
Seine zweite politische Karriere begann Frühbauer 1948 als Bezirksvorsitzender der Sozialistischen Jugend des Oberen Murtales, 1955 wurde er Obmann des Personalausschusses der Bundesbahndirektion Villach (bis 1962) sowie als Vizepräsident der Arbeiterkammer für Kärnten 1959.
Erwin Frühbauer zog für die SPÖ 1965 in den Nationalrat ein und war ab 1970 zuerst in der Minderheitsregierung Kreiskys und nach der Nationalratswahl 1971 in der Alleinregierung der SPÖ Verkehrsminister. 1973 legte er sein Amt nieder und war anschließend Landesrat und Landeshauptmannstellvertreter in Kärnten. Er gehörte den Landesregierungen Sima II, Wagner I, Wagner II, Wagner III und Wagner IV an. 1988 (nach anderen Angaben 1986) trat er als Konsequenz aus dem Skandal um das Zellstoffwerk Magdalen zurück.
Frühbauer war ab 1974 Mitglied der Freimaurerloge Paracelsus.